# Feltót
Feltót, 1910 előtt Tauc (románul: Tauț vagy Tăuți, németül: Tautz) falu Romániában, Arad megyében.

## Fekvése
Aradtól ötven kilométerre északkeletre, a Zarándi-hegységtől északra, a síkságon, a Csigér-patak bal partján fekszik. A község területének 49%-a erdő, 20%-a legelő, 19%-a szántó, 4%-a rét, 1%-a gyümölcsös és 39 hektár szőlő.

## Nevének eredete
Elsőként 1496-ban, Feltoth alakban említették. A magyarba is átkerült román neve (Taucz, 1732) a középkor végi, 1910-ben helyreállított magyar névvel párhuzamos, jelentése 'tótok'.

## Története
A vidéket a 12. század végén valószínűleg a johanniták birtokolták. A 16. században mezővárosként szerepelt. 1572-ben került török uralom alá. A helyi hagyomány szerint a falu egykor Nádas irányában, a dombokon terült el, a mai Satul bătrân ('Öreg falu') dűlő helyén. 1729-ben még ott szenteltek ortodox fatemplomot az Istenanya elszenderülése tiszteletére, az 1786-ban felszentelt újabb templom viszont már a mai falu területén állt. Az előkerült edénytöredékek alapján azonban valószínű, hogy a középkori település a mai helyén állt, és csak ideiglenesen, a török korban költözött följebb. 1746-ban csatolták Zarándtól Arad vármegyéhez. A 18. század végén a kamara birtokában lévő román falu volt. A Timercsa-patak vize tizennégy malmot hajtott. Szántóföldje rossz minőségű volt, de erdei bővelkedtek vadban. 1848-ban, a jobbágyság megszüntetésének emlékére központjában négy akácfát ültettek. A 19. század második felében legjelentősebb birtokosai a Königsegg és a Sulkowski családok voltak. 1889-ben gyógyszertár nyílt benne. 1895-ben két uradalom központja. Az 5300 holdas hitbizományi uradalom felerészt erdőkből, felerészt szántókból állt. Az erdőkben nem folytattak fakitermelést, csupán vadászatra használták őket. A századforduló körül magyar gazdasági cselédeket dolgoztatott. Gerhardt Ignác 3332 holdas uradalmának 84%-át erdők alkották. Az 1921-es romániai földreform eredményeként 1927-ig körülbelül 5500 holdat osztottak ki a nagybirtokokból a falu és a környező falvak parasztsága között. A 20. század második felében lakossága az Aradra, Pankotára, Borosjenőre és más városokba irányuló vándorlás miatt felére csökkent.
1880-ban 2047 lakosából 1903 volt román, 64 cigány, 43 magyar és 37 német anyanyelvű; 1966 ortodox, 53 római katolikus és 19 zsidó vallású.
2002-ben 872 lakosából 846 volt román, tíz ukrán és nyolc cigány nemzetiségű; 777 ortodox, 47 baptista és 43 pünkösdista vallású.

## Nevezetességei
- A Feltóti-tó az ország legnagyobb síkvidéki víztározója, partján üdülőfaluval. 1970-ben duzzasztással hozták létre.[4]
- A falutól délre fekvő erődmaradványok és benne a középkori templom romjának rendszeres feltárása 2002-ben kezdődött. A száz méteres átmérőjű, kétszeres–háromszoros védősánc által körülvett területen az első templom az Árpád-korban épült. Ez egy téglával kevert patakkő alapra téglából emelt, 19,5 × 9,5 méter nagyságú teremtemplom volt, félköríves záródású szentéllyel. Belső falain 13. századi freskómaradványokra bukkantak. Ezt az épületet valószínűleg a 14. században sekrestyével bővítették, később pedig, az északi és déli falak felhasználásával gótikus templommá bővítették. Mellette 16–17. századi lakóépületet tártak fel. A maradványokat az újkor folyamán mindvégig ismerték, és a 19. század második felében az Orbán–Gerhardt-uradalom a köveket újra felhasználta.

## További információk

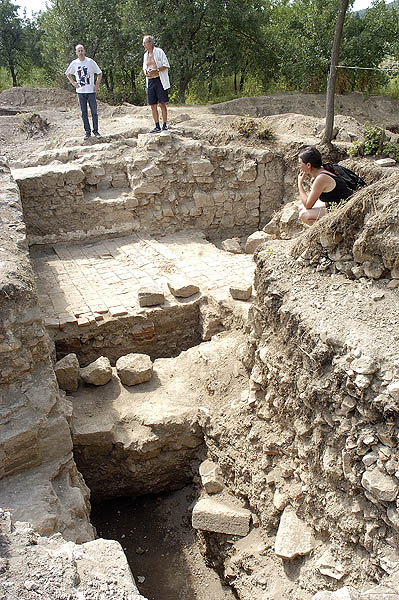
A vár feltárása 2009-ben